# Konrad Heidkamp
Konrad Heidkamp (27 settembre 1905 – 6 marzo 1994) è stato un calciatore tedesco, di ruolo difensore.